# Kerehosahalli, Hosadurga
Kerehosahalli là một làng thuộc tehsil Hosadurga, huyện Chitradurga, bang Karnataka, Ấn Độ.